# 帕尔曼 (瓦兹河谷省)
帕尔曼（法語：Parmain，法語發音：[paʁmɛ̃] ⓘ）是法国法兰西岛大区瓦兹河谷省的一个市镇，属于蓬图瓦兹区。

## 地理
帕尔曼（49°6'53"N, 2°12'31"E）面积9.2 平方千米，位于法国法蘭西島大區瓦兹河谷省，该省份为法国北部内陆省份，北起瓦兹省，西接厄尔省，南至塞纳-圣但尼省、上塞纳省和伊夫林省，东临塞纳-马恩省。
与帕尔曼接壤的市镇（或旧市镇、城区）包括：埃杜维尔、瓦兹河畔香槟、利勒亚当、内勒拉瓦莱、瓦尔蒙杜瓦。

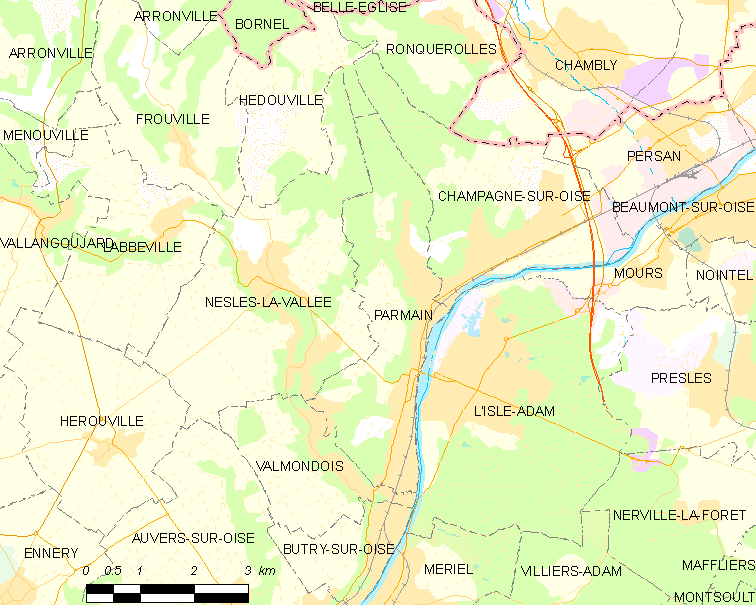
的OSM定位图

帕尔曼的时区为UTC+01:00、UTC+02:00（夏令时）。

## 行政
帕尔曼的邮政编码为95620，INSEE市镇编码为95480。

## 政治
帕尔曼所属的省级选区为利勒亚当县。

## 人口

1962-2008年间人口变化图示

帕尔曼于2022年1月1日时的人口数量为5683人。